# 蔡店街道
蔡店街道是中华人民共和国湖北省武汉市黄陂区下辖的一个街道办事处。
2013年1月9日，湖北省民政厅批复同意撤销蔡店乡，设立蔡店街道办事处。

## 行政区划
蔡店街道下辖以下村级行政区划单位：
石龙社区、姚山村、源泉村、泉水店村、双河村、张河村、道士冲村、张新屋村、万家湾村、姚老屋村、李冲村、骆田村、郭河村、冯楼村、西峰村、刘家山村、港口村、桃花村、赵店村、方湾村、蔡店村、李谷堡村、长生村、五四村、马鞍村、李文三村、团山村、郭岗村、陈冲村、长岗村和鹿脚村。